# Колеж де Франс

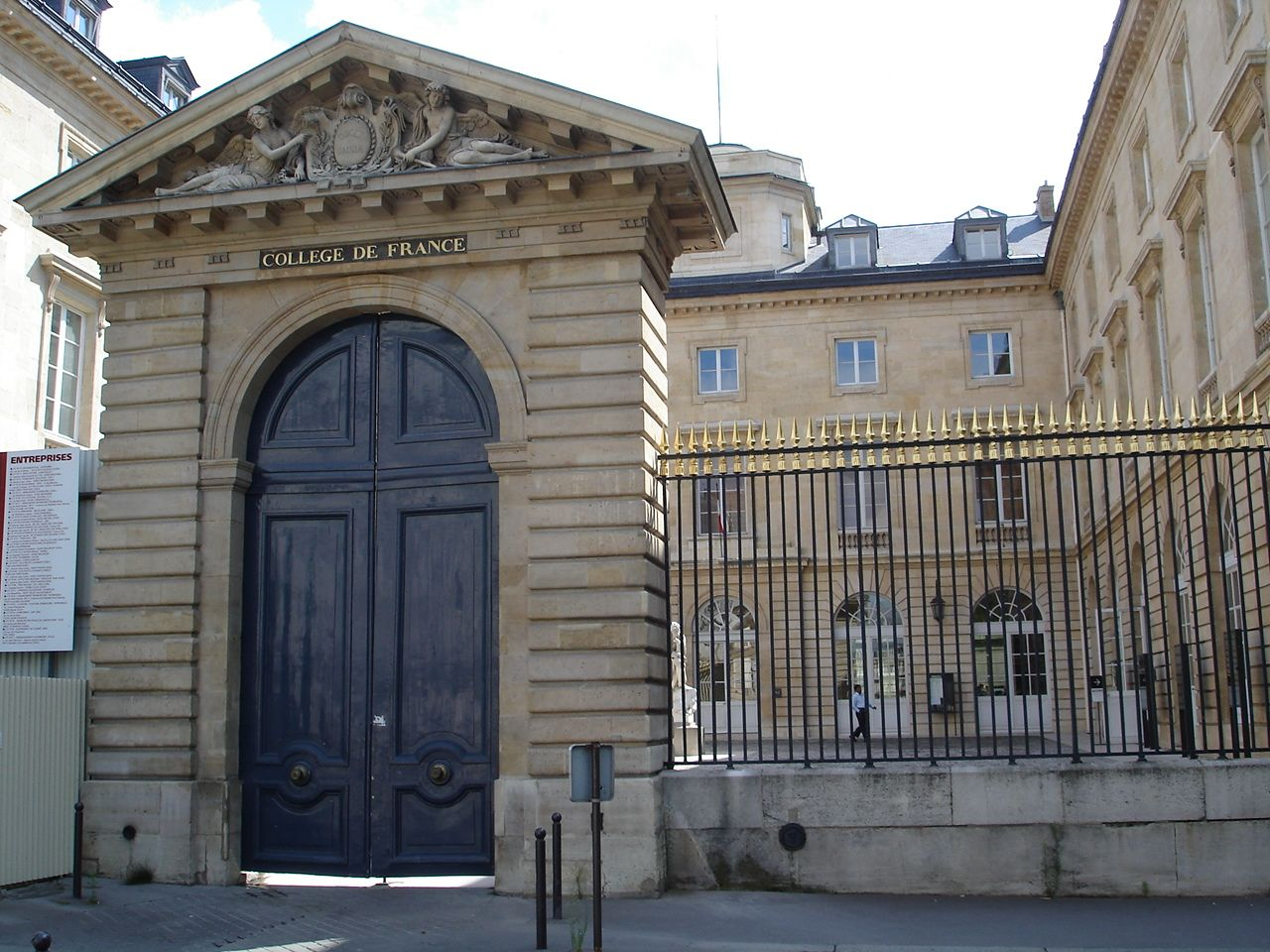
Головний вхід Колеж де Франс, вулиця Рю дез Еколь

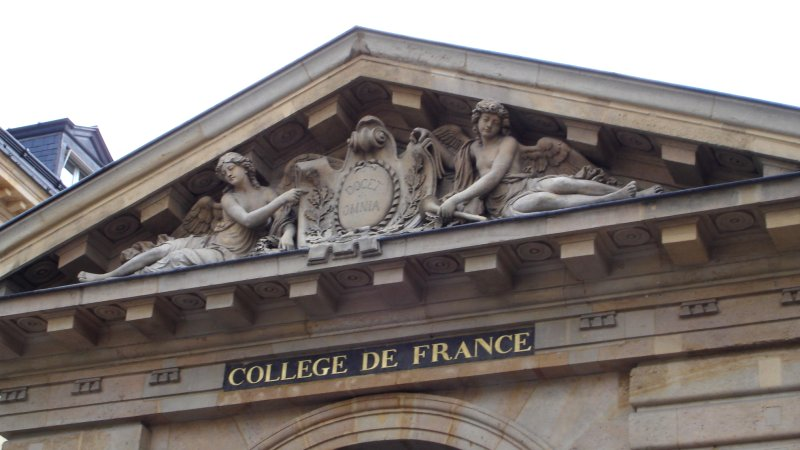
Фронтон Колеж де Франс

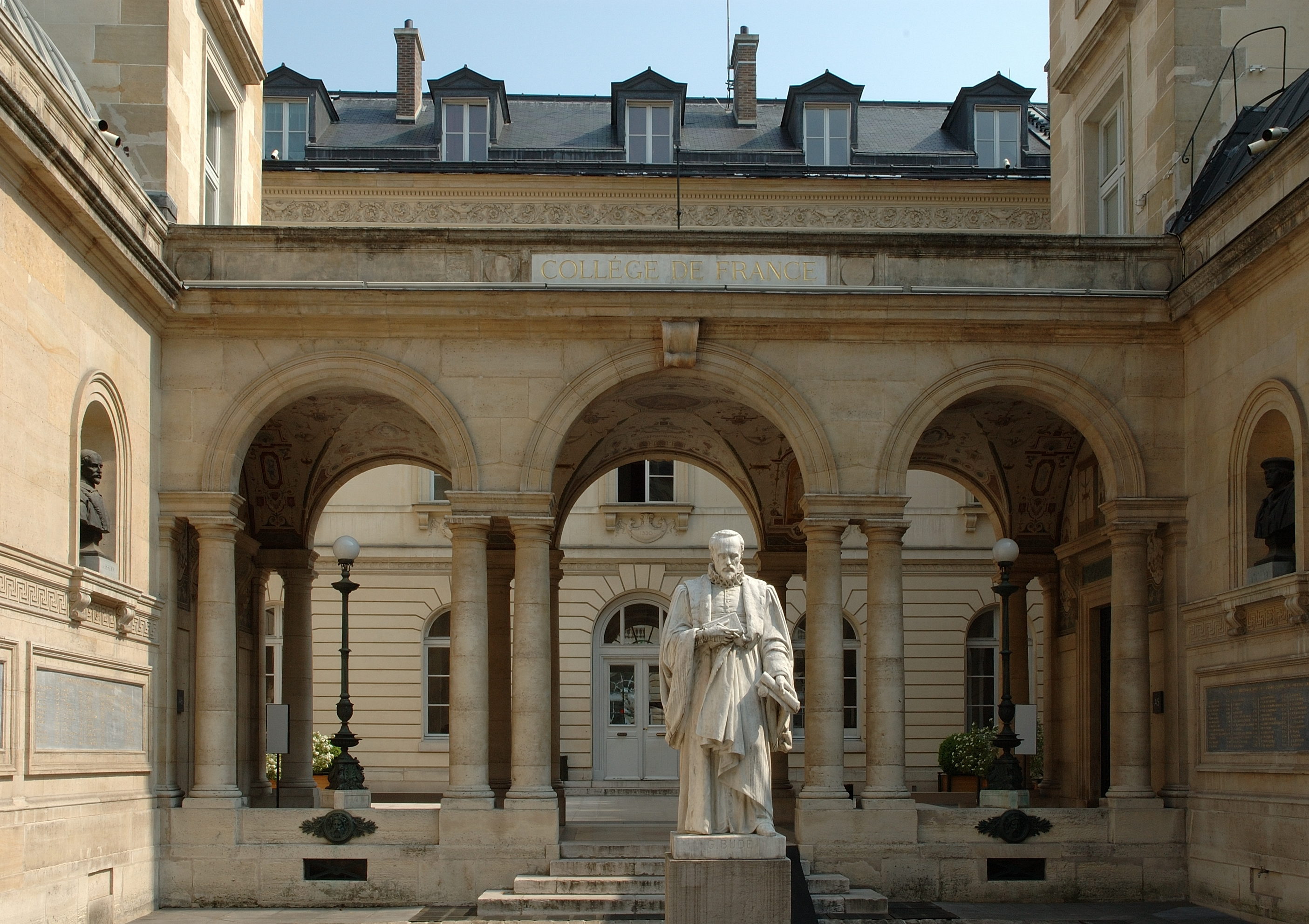
Внутрішній дворик Колеж де Франс, що виходить на вулицю Сен-Жак

Колеж де Франс (фр. Collège de France) — один з найпрестижніших вищих навчальних закладів Франції. Розташований на площі Марселен-Бертело (фр. place Marcelin-Berthelot) в Латинському кварталі (5-й округ Парижа).
Тут пропонуються недипломні курси підвищеного рівня з природничих, гуманітарних та мистецьких дисциплін. Навчання безкоштовне й відкрите для всіх без попереднього запису. Посада професора Колеж де Франс вважається вершиною наукової кар'єри у Франції.
Він є асоційованим членом університету PSL.

## Історія
Засновано в 1530, коли французький король Франциск I підтримав пропозицію свого бібліотекаря, видатного гуманіста Ґійома Бюде, й запровадив посади «королівських лекторів» (фр. lecteurs royaux). Вони мали бути фінансово незалежними, провадити дослідження й викладати у фахах, до яких ставилася вороже «Сорбонна», де домінував дух ортодоксальної теології. Цими дисциплінами спершу були давньоєврейська мова, давньогрецька мова, а також класична латина. Незабаром до них приєдналися французьке право, математика й медицина.
Назва нового закладу була «Королівський колегіум» (фр. Collège Royal) або також «Колегіум трьох мов» (фр. Collège des trois langues, лат. Collegium Trilingue). Після Французької революції його називали «Національний колегіум» (фр. Collège national), згодом «Імператорський колегіум» (фр. Collège Impérial) й, нарешті, з 1870 — Колеж де Франс.
Станом на 2021 рік 21 лауреат Нобелівської премії та 9 Філдсових медалістів були афілійованими з коледжем.

## Девіз
Docet omnia — так звучить його латинський девіз з часів заснування, що означає українською: «навчає всього».

## Відомі люди

### Українці
- Величко Григорій, навчався[7]

### Викладачі
- Гастон Масперо — єгиптолог.
- Реймон Арон (1905—1983), французький філософ та соціолог
- Ролан Барт (1915—1980), французький семіолог, філософ, соціолог та літературознавець
- Жан-Франуса Буассонад (1774—1857), французький класичний філолог
- Етьєн Балюз (1630—1718), французький історик
- Еміль Бенвеніст (1902—1976), французький мовознавець
- Анрі Бергсон (1859—1941), французький філософ, Лауреат Нобелівської премії з літератури (1927)
- Клод Бернар (1813—1878), французький фізіолог
- Марселіна Бертело (1827—1907), французький хімік та політик
- Ів Бонфуа (1923—2016), французький поет
- П'єр Булез (* 1925), французький композитор
- П'єр Бурдьє (1930—2002), французький соціолог
- Жорж Блондель (1856—1948), французький правник та історик економіки.
- Жан-Франсуа Шампольйон (1790—1832), французький єгиптолог
- Жорж Кюв'є (1769—1832), французький природознавець
- Марі Анрі д'Арьуа де Жубенвіль (1827—1910), французький історик і політик
- Жак-Арсен д'Арсонваль (1851—1940), французький фізик
- П'єр Жиль де Жен (1932—2007), французький фізик, лауреат Нобелівської премії (1991)
- Поль Вен (* 1930), французький історик